# Protapatura iwasei
Protapatura iwasei är en fjärilsart som beskrevs av Suguru Igarashi 1971. Protapatura iwasei ingår i släktet Protapatura och familjen praktfjärilar. Inga underarter finns listade i Catalogue of Life.